# Polish International 2003
Die Polish International 2003 im Badminton fanden vom 5. bis zum 9. März 2003 in Spała statt.

## Austragungsort
- Olympic Sports Centre

## Medaillengewinner
| Disziplin    | Gold                                | Silber                           | Bronze                                  |
| ------------ | ----------------------------------- | -------------------------------- | --------------------------------------- |
| Herreneinzel | Kasper Ødum                         | Przemysław Wacha                 | Mark Burgess                            |
| Herreneinzel | Kasper Ødum                         | Przemysław Wacha                 | Lee Yen Hui Kendrick                    |
| Dameneinzel  | Xu Huaiwen                          | Kelly Morgan                     | Anu Weckström                           |
| Dameneinzel  | Xu Huaiwen                          | Kelly Morgan                     | Katja Michalowsky                       |
| Herrendoppel | Michał Łogosz Robert Mateusiak      | Imanuel Hirschfeld Jörgen Olsson | Donny Prasetyo Wandry Kurniawan Saputra |
| Herrendoppel | Michał Łogosz Robert Mateusiak      | Imanuel Hirschfeld Jörgen Olsson | Jacek Hankiewicz Damian Pławecki        |
| Damendoppel  | Kamila Augustyn Nadieżda Kostiuczyk | Chihiro Ohsaka Akiko Nakashima   | Claudia Vogelgsang Xu Huaiwen           |
| Damendoppel  | Kamila Augustyn Nadieżda Kostiuczyk | Chihiro Ohsaka Akiko Nakashima   | Yuan Wemyss Sandra Watt                 |
| Mixed        | Jörgen Olsson Frida Andreasson      | Robert Mateusiak Kamila Augustyn | Rafał Hawel Nadieżda Kostiuczyk         |
| Mixed        | Jörgen Olsson Frida Andreasson      | Robert Mateusiak Kamila Augustyn | Pawel Lenkiewicz Paulina Matusewicz     |